# غاري بلاكفورد
غاري بلاكفورد (بالإنجليزية: Gary Blackford)‏ (25 سبتمبر 1968 في المملكة المتحدة - ) هو لاعب كرة قدم بريطاني في مركز الدفاع. لعب مع نادي إنفيلد ونادي بارنت ونادي مارغيت وRedbridge Forest F.C. ‏ ونادي سلاو تاون وبريزبان سترايكرز ‏ ونادي فيشر أثليتيك وHendon F.C. ‏ وداغنهام وريدبريدج ونادي كرويدون ‏ ونادي ويتليف ‏.

## وصلات خارجية
- غاري بلاكفورد على موقع Soccerbase.com (لاعب) (الإنجليزية)